# Lijnvormige houtboorder
De lijnvormige houtboorder (Lyctus linearis) is een keversoort uit de familie boorkevers (Bostrichidae). De wetenschappelijke naam van de soort is voor het eerst geldig gepubliceerd in 1777 door Goeze.